# Puente Faidherbe
El Puente Faidherbe (en francés: Pont Faidherbe) es un puente sobre el río Senegal que une la isla de la ciudad de Saint-Louis en Senegal con el continente africano. El puente de metal es 507,35 metros (1,664.5 pies) de largo y 10,5 metros (34 pies) de ancho, con un peso 1.500 toneladas (1.500 toneladas largas; 1.700 toneladas cortas). Tiene ocho tramos, de los cuales los cinco más largos tienen 78,26 metros (256,8 pies).
Hasta el siglo XIX, el acceso a la isla se realizaba a través de barcos. Después de la introducción de un ferry que podría transportar 150 pasajeros, Louis Faidherbe rápidamente vio que el sistema estaba claramente sobrepasado y decidió construir el primer puente sobre el río Senegal.